# اوئنز (ویرجینیا)
اوئنز (به انگلیسی: Owens) یک منطقهٔ مسکونی در ایالات متحده آمریکا است که در شهرستان کینگ جورج، ویرجینیا واقع شده‌است. اوئنز ۴۲٫۰۶ متر بالاتر از سطح دریا واقع شده‌است.